# Alan Berg
Pour les articles homonymes, voir Berg.
Alan Harrison Berg, né le 1er janvier 1934 et mort le 18 juin 1984, est un avocat américain et animateur de radio. Il est connu pour ses points de vue libéraux affirmés et son style d'interview dans la confrontation. 
Le 18 juin 1984, Berg est mortellement abattu par des membres du groupe nationaliste blanc The Order . Les personnes impliquées dans le meurtre sont identifiées comme membres d'un groupe prévoyant de tuer des juifs éminents tels que Berg. Deux d'entre eux — David Lane et Bruce Pierce — sont reconnus coupables de violations de droits civiques, bien qu'aucun n'ait été jugé pour homicide. Ils sont condamnés respectivement à 190 ans et 252 ans de prison. 

## Jeunesse
Alan Berg est originaire de Chicago, dans l'Illinois, d'une famille juive.  Il étudie à l'Université du Colorado à Denver, puis à l'Université de Denver. À 22 ans, Berg est l'un des plus jeunes à avoir réussi l'examen du barreau de l'État de l'Illinois et commence son activité d'avocat à Chicago. 
Il commence cependant à être atteint de crises d'épilepsie et tombe dans l'alcoolisme. Son épouse de l'époque, Judith Lee Berg (née Halpern), le convainc de quitter son cabinet et de se faire soigner. Ils déménagent à Denver, sa ville natale, où il entre volontairement dans cure de désintoxication. Bien qu'ayant terminé son traitement, il continue les crises, puis est finalement diagnostiqué avec une tumeur au cerveau, dont il récupère totalement après une opération chirurgicale. Pendant le restant de sa vie, Berg portera une longue frange pour cacher les cicatrices résultant de cette opération. 

## Carrière à la radio
Berg rencontre dans le magasin de vêtements qu'il a ouvert à Denver, l'animatrice de talk-show Laurence Gross, qui l'invite dans son émission sur KGMC-AM à de multiples occasions. Lorsqu'elle quitte KGMC pour un poste à San Diego, elle demande à ce qu'Alan Berg devienne son successeur. 
Après ses débuts sur KGMC, qui devient entre-temps KWBZ, Berg part chez la station KHOW, également à Denver. Après avoir été renvoyé de KHOW, Berg retourne chez KWBZ avant que la station ne passe à un format entièrement musical et qu'il perde à nouveau son emploi. Il est alors démarché par les deux stations KTOK à Oklahoma City et Detroit, mais est finalement embauché par KOA où il débute le 23 février 1981 et travaillera jusqu'à sa mort. 
Le 5 mars 1982, Berg tente d'interviewer Ellen Kaplan, membre du mouvement LaRouche, au sujet d'un incident survenu le 7 février 1982 à l'aéroport international de Newark. Kaplan avait reconnu Henry Kissinger, qui se rendait à Boston pour subir un pontage coronarien, et lui avait demandé « M. Kissinger, couchez-vous avec de jeunes garçons au Carlyle Hotel ? », ce à quoi sa femme Nancy répondit en attrapant Kaplan à la gorge et en la menaçant,. Au cours de son programme, Berg appelle Kaplan au téléphone et la présente comme « un être humain ignoble » en saluant l'attaque de Nancy Kissinger contre elle. Après que Kaplan ait raccroché, Berg continue à la ridiculiser pendant la suite du programme. À la suite de cette émission, KOA reçoit des plaintes des auditeurs et du compagnon de Kaplan. Sur suggestion des avocats de General Electric, propriétaire de la station, la direction suspend Berg pendant plusieurs jours. 

## Mort
Le 18 juin 1984 vers 9 h 30, Berg rentre chez lui, à Adams Street, après un dîner avec son ex-femme Judith avec laquelle il tentait de se réconcilier. Au moment où il sort de sa Coccinelle noire, des coups de feu éclatent. Il est touché douze fois. L'arme du crime, un Ingram MAC-10 semi-automatique, qui avait été illégalement converti en arme automatique, est retrouvée plus tard[Quand ?] au domicile d'un des membres de The Order par l'équipe de libération d'otages du FBI. 
Un ancien producteur de Berg pense qu'il était sur une liste de « personnes à abattre », parce qu'il était juif et avait contesté, à l'antenne, les croyances des membres du mouvement de l'identité chrétienne, qui croyaient que les Juifs descendaient de Satan. Lors du procès de son meurtre, les procureurs ont soutenu qu'il avait été ciblé parce qu'il était juif et parce que sa personnalité avait provoqué la colère des suprémacistes blancs,,. Lors du procès pour association de malfaiteurs de membres de The Order, l'organisation suprémaciste blanche responsable de l'assassinat, un membre fondateur du groupe, Denver Daw Parmenter, est interrogé sur les raisons du ciblage de Berg. Parmenter répond que Berg « était principalement considéré comme anti-blanc et qu'il était juif ». Il est enterré au cimetière juif de Waldheim à Forest Park, dans l'Illinois. 
Quatre membres de The Order sont finalement inculpés de charges fédérales : Jean Craig, David Lane, Bruce Pierce et Richard Scutari. Cependant, seuls Lane et Pierce sont condamnés, non pas pour homicide (qui est un crime de l'État), mais pour racket, association de malfaiteurs et violation des droits civiques de Berg (qui sont des crimes fédéraux). Tous deux sont condamnés à des peines équivalentes à un emprisonnement à perpétuité : 190 ans pour Lane et 252 ans pour Pierce. 
David Lane est un ancien membre du Ku Klux Klan qui rejoint par la suite le groupe suprémaciste blanc Aryan Nation. Il a fermement nié toute implication dans le meurtre de Berg, mais n'a pas non plus regretté sa mort. Lane, incarcéré dans une prison fédérale à Terre Haute dans l'Indiana, meurt d'une crise d'épilepsie le 28 mai 2007 (à 68 ans). L'un des hommes armés présumés de l'assassinat de Berg, Bruce Pierce, qui était incarcéré dans le comté d'Union, en Pennsylvanie, meurt de causes naturelles à l'âge de 56 ans le 16 août 2010. 

### Dans la culture populaire
La pièce de Steven Dietz, God's Country (1988), les films La Main droite du diable (1988), Brotherhood of Murder (1999) et The Order (2024) sont basés sur ces événements. L'adaptation cinématographique  de la pièce d'Eric Bogosian Talk Radio par le réalisateur Oliver Stone, Conversations nocturnes (1988), s'est également inspirée de la mort de Berg. Son meurtre est mentionné dans l'épisode "Oklahoma City" de la série documentaire American Experience (2017) sur la chaîne PBS. La vie et la mort de Berg sont relatées dans le livre Talked to Death: The Life and Murder of Alan Berg de Stephen Singular.